# Muhsin al-Barazi

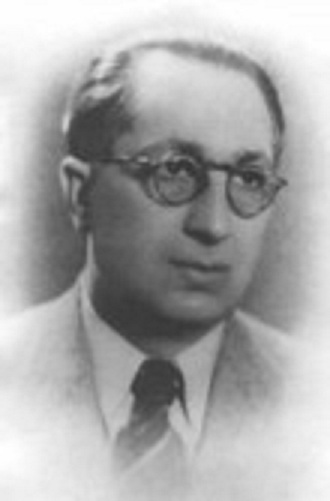
Muhsin al-Barazi

Muhsin al-Barazi (arabisch محسن البرازي, DMG Muḥsin al-Barāzī, * 1904 in Hama, Vilâyet Aleppo; † 14. August 1949 in Damaskus, Syrische Republik) war ein syrischer Akademiker, Rechtsanwalt und Politiker.
Al-Barazi diente ab dem 25. Juni 1949 unter der Putschregierung von Präsident Husni az-Za'im als Ministerpräsident der Syrischen Republik und wurde nach einem weiteren Putsch 1949, der wiederum seine Regierung stürzte, hingerichtet.

## Frühes Leben
Der Barazi wurde in eine berühmte, kurdischstämmige, landbesitzende Familie aus Hama hineingeboren. Ausgebildet in Frankreich graduierte er 1930 in Rechtswissenschaften an der Universität Lyon und wurde später Professor für Recht an der Universität Damaskus. 1933 gründete er unter anderem mit Faride Zeineddine, Constantin Zureiq, Zaki al-Arsuzi und Sabri al-Asali die Liga der Nationalen Aktion, die gegen den französischen Kolonialeinfluss kämpfte.

## Politische Karriere
Zwischen April und September 1941 diente Barazi als Bildungsminister im Kabinett von Chalid al-Azm. Ab 1943 und nach der Unabhängigkeit Syriens im Jahr 1946 wurde zum persönlichen Berater von Präsident Schukri al-Quwatli. Als persönlicher Assistent und Schreiber von Quwatlis Reden diente Barazi auch als Gesandter des Präsidenten in anderen Länder.

### Ministerpräsident
Als im März 1949 die Regierung Quwatlis durch einen Staatsstreich des Generalstabschefs Husni az-Za'im gestürzt wurde, war Barazi der einzige Verbündete Quwatlis, der seinen Posten behielt, und diente als engster Berater des neuen Präsidenten Zaim. Am 25. Juni 1949 ernannte Zaim Barazi schließlich zum Ministerpräsidenten. 
Barazi nutzte seine ausgeprägten Beziehungen mit den arabischen Führern im Libanon, Jordanien, Ägypten und Saudi-Arabien und erhielt Unterstützung für die Regierung von Zaim.

### Verhandlungen mit Israel
Muhsin al-Barazi wurde damit beauftragt, Geheimverhandlungen mit Israel zu führen, um einen Friedensvertrag zwischen den beiden Ländern auszuhandeln, und um ein Treffen zwischen dem israelischen Ministerpräsidenten David Ben-Gurion und az-Za'im zu planen. Die Verhandlungen verliefen sehr gut, und der israelische Außenminister Mosche Scharett kontaktierte Barazi am 6. August 1949, um ein Datum für zukünftige Friedensverhandlungen festzulegen.

### Sturz und Hinrichtung
Oberst Sami al-Hinnawi führte zusammen mit anderen Offizieren der Syrischen Sozialen Nationalistischen Partei einen Staatsstreich durch, der Muhsin al-Barazis Regierung am 14. August 1949 stürzte. Az-Za'im und al-Barazi wurden beide in den frühen Stunden der Abenddämmerung umzingelt und durch Erschießungen bei den Militärbaracken hingerichtet.